# Coffinswell
Coffinswell – wieś w Anglii, w hrabstwie Devon, w dystrykcie Teignbridge.